# Rasenmäher

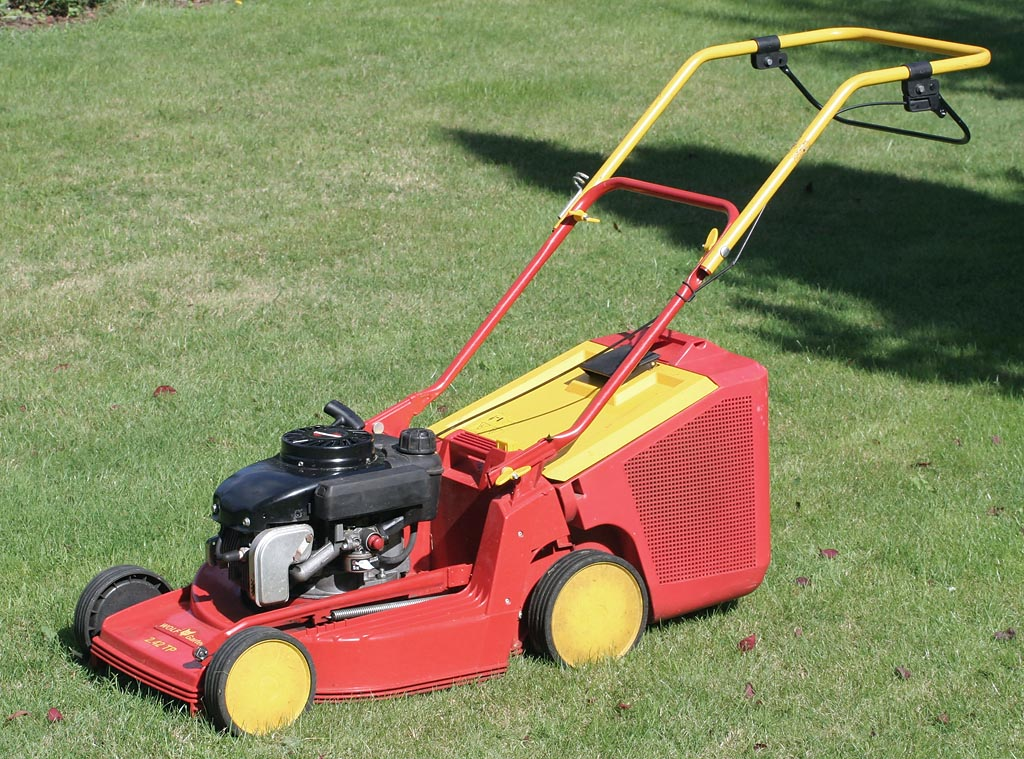
Benzinrasenmäher mit Fangkorb

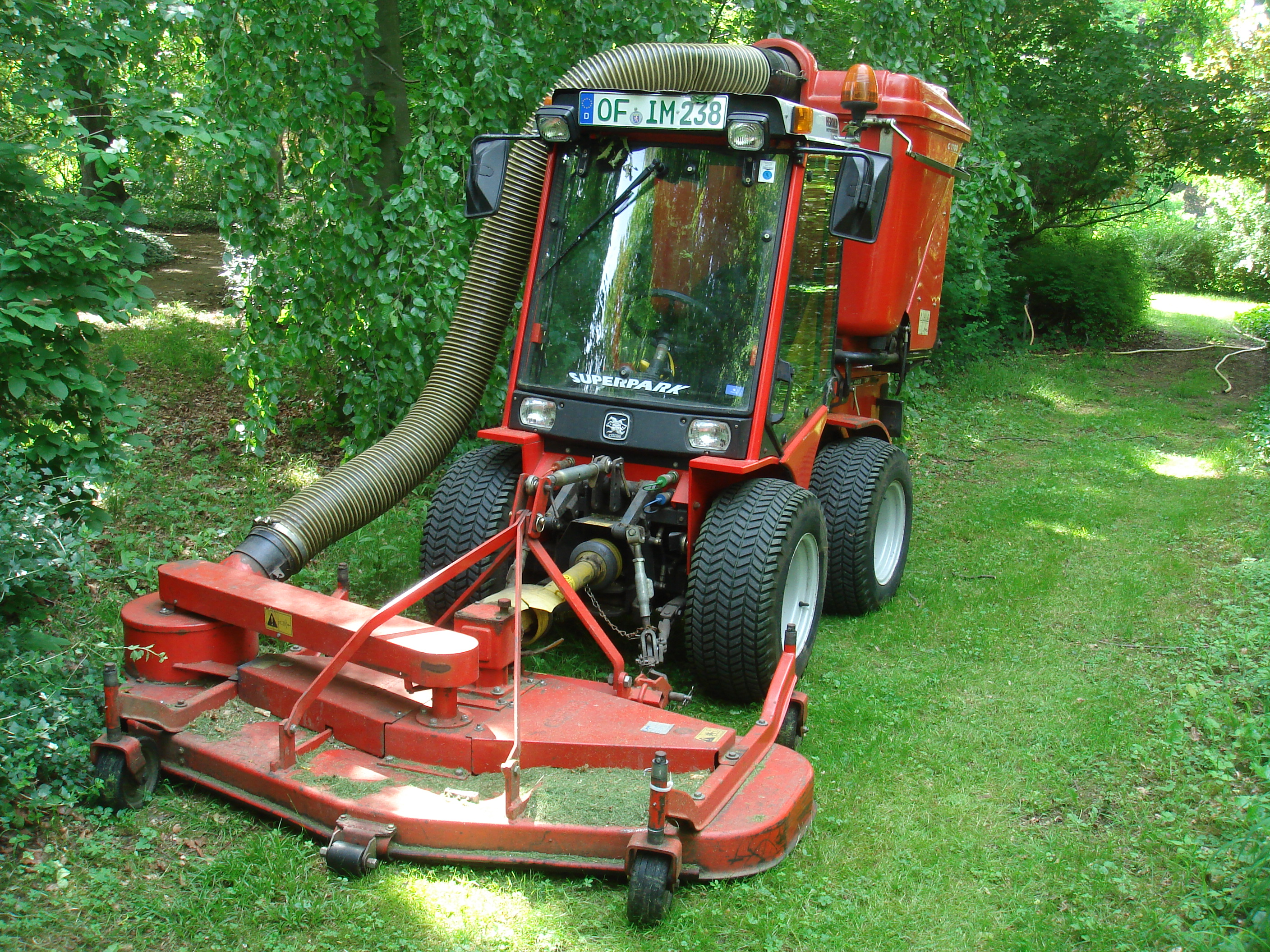
Mähmobil für großflächigen Einsatz (Sichelmäher)

Ein Rasenmäher ist ein Gartengerät zum Mähen eines Rasens. Dabei werden unterschieden:
- Spindelmäher
- Sichelmäher

## Geschichte

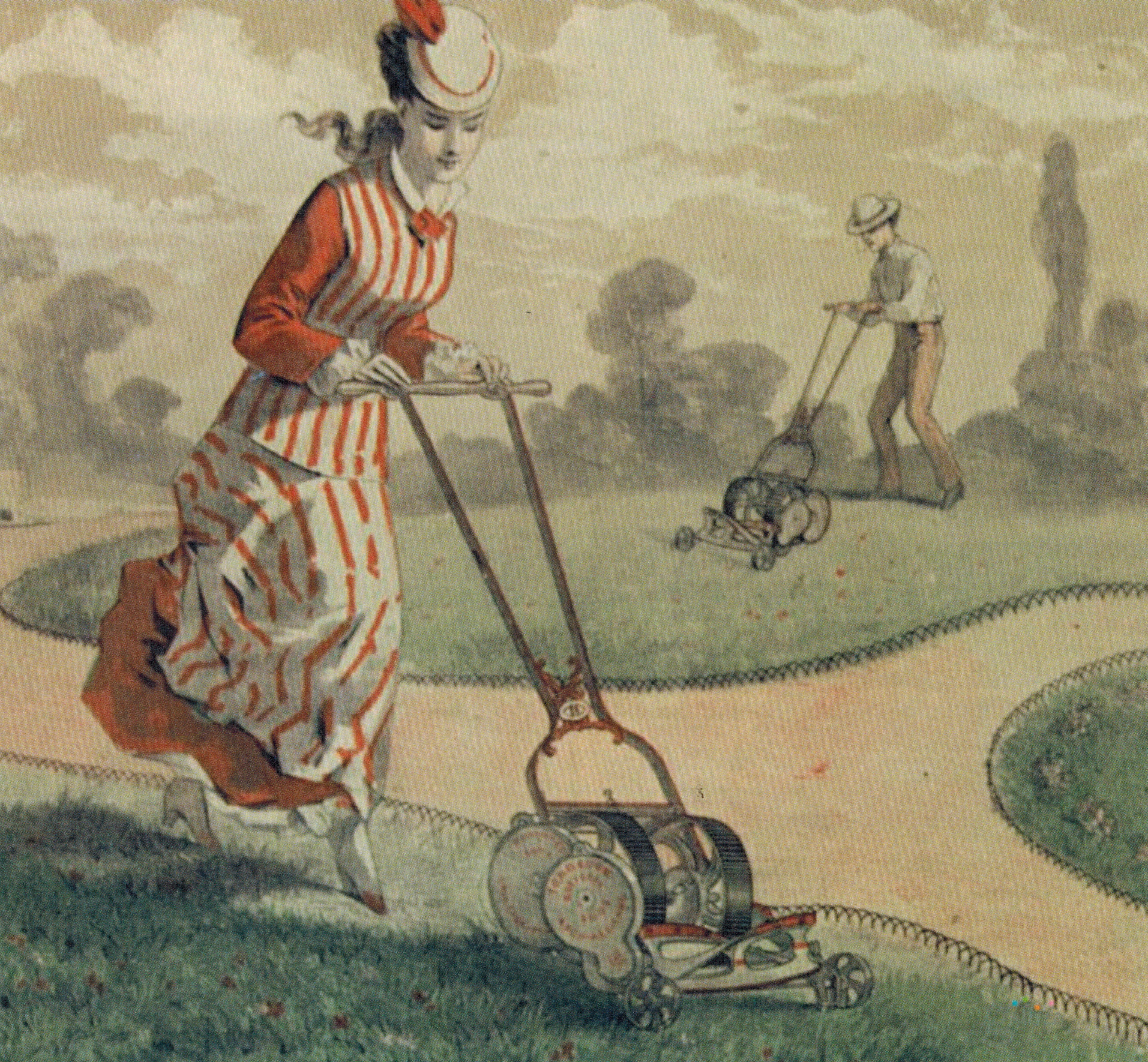
Williams Rasenmäher „Archimedian“, Werbeblatt aus dem Jahr 1877

Im 18. Jahrhundert breitete sich aus England kommend eine neue Form der Gartenkunst, der Landschaftsgarten mit intensiv gepflegten Pleasuregrounds im Schlossumfeld, in ganz Europa aus. In diesen riesigen Parks war das Mähen mit der Sense ein immenser Aufwand. Noch Anfang des 19. Jahrhunderts waren beispielsweise im Park von Blenheim Palace (England) ständig 50 Angestellte mit dem Mähen des Rasens beschäftigt.
Parallel dazu wurden in England Sportarten wie Rasen-Tennis, Fußball, Croquet, Cricket und Rugby, die gleichfalls einen intensiv gepflegten Rasen benötigen, immer populärer.
Um das Jahr 1830 erkannte Edwin Beard Budding (1795–1846), ein Textilingenieur aus Stroud in Gloucestershire, England, dass an den Handsensen selbst keine Verbesserung mehr möglich war. Er sah nun aber in der örtlichen Weberei eine Maschine: Diese führte den Stoff nach dem Weben an einer feststehenden Klinge entlang und trennte durch eine rotierende Spindel mit weiteren Klingen überstehende Fasern ab, um ein gleichmäßigeres Aussehen zu erreichen. Budding übertrug dieses Prinzip auf das Rasenschneiden, meldete am 31. August 1830 den Rasenmäher, den er 1827 erfunden hatte, zum Patent an und begann, zusammen mit John Ferrabee, dem Eigentümer der Phoenix Mill, diese Spindelmäher zu produzieren.
Die Firma Ransomes in Ipswich kaufte das Patent von Budding und begann 1832 (nach anderen Quellen 1836) mit der fabrikmäßigen Produktion. Ransomes verkaufte bis 1840 über 1000 Rasenmäher, bis 1858 mehr als 7000 Stück und entwickelte den Rasenmäher weiter. Das erste US-Patent für einen Rollen-Rasenmäher erhielt Amariah Hills am 12. Januar 1868 für ihren Rasenmäher mit dem Namen „Archimedean“. Die Namenswahl dieses Rasenmähers geht auf den neuartigen Schneidemechanismus, der der Archimedischen Schraube ähnelt, zurück. Im Jahre 1902 entwickelte Ransomes den ersten motorbetriebenen Rasenmäher.
Ein kleines Museum im elisabethanischen Herrenhaus Trerice bei Newquay in Cornwall stellt historische Modelle aus.
Auf der Internationalen Kunst- und großen Gartenbau-Ausstellung 1904 in Düsseldorf zeigte die Firma Gebr. Brill, Fabrik f. Rasenmähmaschinen nebst Gartenwerkzeuge, Barmen mechanische Rasenmäher für ein breites Publikum und warb mit dem Hinweis „in den meisten königl., fürstl. und städtischen Gärten seit über 20 Jahren im Gebrauch“.
Der erste serienmäßig produzierte Sichelmäher wurde im Jahr 1956 von der deutschen Firma SOLO auf den Markt gebracht (Prototypen davon wurden bereits 1949 auf der DLG-Ausstellung in Hannover gezeigt).
Nach einer Schätzung der Herstellerfirma Briggs & Stratton gibt es in Deutschland heute ungefähr fünf Millionen benzinbetriebene Rasenmäher. Etwa 800 unterschiedliche Typen, davon ca. 300 Rasenmäher- und etwa 200 Rasentraktormodelle von mehr als 50 Anbietern sind auf dem Markt.

## Technik
Je nach Art und Anordnung der Schneidwerkzeuge unterscheidet man
- Spindelmäher,
- Sichel- oder Kreiselmäher und
- Balkenmäher.

### Spindelmäher

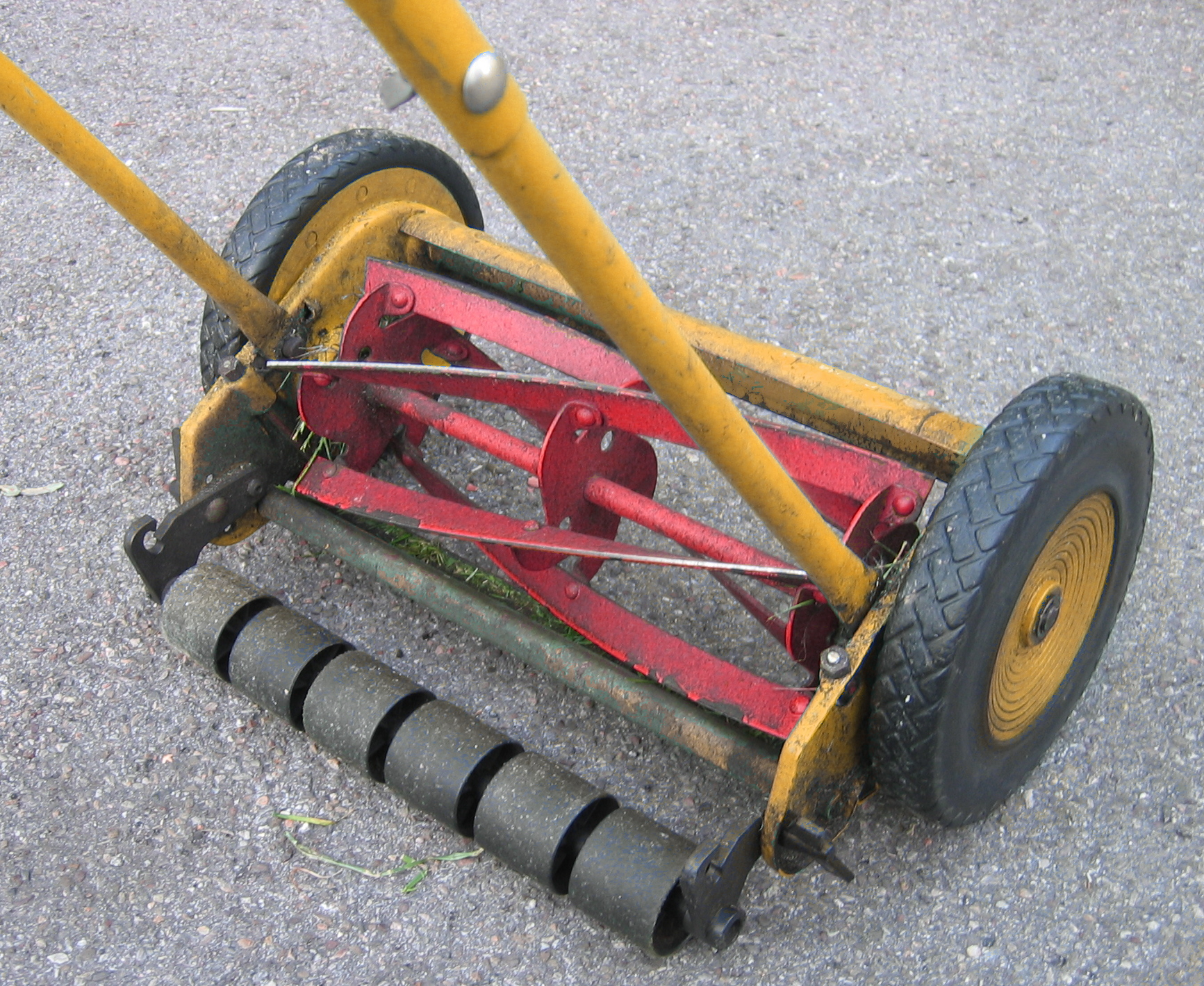
Spindelmäher mit stehendem Messer unten, laufendem Messer auf der Spindel (rot), und Schnitthöheneinstellung durch Klappwinkel der Stützrollen (schwarz) fixiert mit Flügelmuttern (hinter dem Rad).

An einer rotierenden Spindel (mit waagrechter Achse quer zur Bewegungsrichtung des Mähers) angeordnete Obermesser schneiden die Grashalme gegen ein feststehendes Untermesser (Scherenprinzip), was einen sauberen Schnittquerschnitt ergibt. Durch eine Übersetzung ist die Geschwindigkeit des Obermessers deutlich höher als der Vorschub des Mähers über Grund. Je nach Einstellung des Untermessers schärfen sich die Messer selbsttätig oder der Messersatz muss händisch nachgeschliffen werden. Spindelmäher werden überall dort eingesetzt, wo es auf eine hohe Schnittqualität, exakt gleichmäßige Schnitthöhen (minimal 7 mm) (z. B. Golfplätze und sonstige Rasensportplätze) ankommt. Die hinter dem Untermesser als Abstandshalter angebrachten Stützrollen führen beim wechselseitigen Mähen aufgrund der verbleibenden Neigung der Grashalme zu einem charakteristischen Streifenmuster des frisch gemähten Rasens. Da die rotierende Spindel die Grashalme von oben „einfängt“, kann Gras mit einer Höhe größer als der Spindelradius nur schlecht gemäht werden. Rasenflächen müssen daher mit Spindelmähern öfter gemäht werden als mit Sichelmähern. Das manuelle Mähen mit einem Spindelmäher erfordert Übung, Kraft und Ausdauer. Für größere Flächen oder Gelände mit Unebenheiten sind Spindelmäher daher ungeeignet. Der häufige Schnitt führt zu einem vermehrten Wasserverlust der Grashalme über die Schnittfläche, was ein künstliches Bewässern der Rasenflächen erfordert. Demzufolge werden Spindelmäher eher in Gebieten mit höheren Niederschlägen (England, Australien) verwendet.

### Sichelmäher

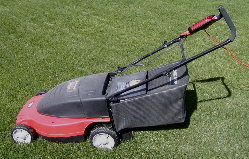
Elektrischer Rasenmäher (Sichelmäher)

Bei Sichelmähern rotieren horizontal angeordnete Messer auf einer senkrechten Welle mit hoher Drehzahl und schlagen dadurch das Gras im freien Schnitt ohne Gegenschneide ab, der Schnittquerschnitt ist faserig unregelmäßig. Angeknickte Halmreste und Halmfasern verdorren und bewirken eine stärkere Brauntönung des geschnittenen getrockneten Rasens als es beim Mähen mit einem Spindelmäher der Fall ist. Der Großteil der handgeführten Rasenmäher sind Sichelmäher, zum Teil mit zwei Messerbalken („Messerkreuz“). Die schneidenden Elemente können angeschraubte Messer sein oder auch angeschliffene Messerbalken. Die beiden Messerbalkenhälften sind meist mit einem gewissen aerodynamischen Anstellwinkel – ähnlich dem eines Propellers – versehen, um eine Luftströmung von unten durch die Rotationsebene nach oben zu erzeugen. Dadurch wird das abgeschnittene Mähgut über die Schnittebene hochbefördert und durch entsprechend geformte Kanäle im Gehäuse in einen Behälter geblasen oder hohe Zentrifugalkräfte schleudern es seitlich nach außen in einen Grasfangkorb (manche Modelle der 80er Jahre wie Wolf, Toro, Sabo) oder durch einen Seitenauswurfkanal, wo es dann als Grasschnitt auf dem Rasen liegen bleibt (Mulchen).
In der Landwirtschaft eingesetzte große Sichelmäher mit beweglichen Messern heißen Kreiselmäher.

#### Luftkissenmäher

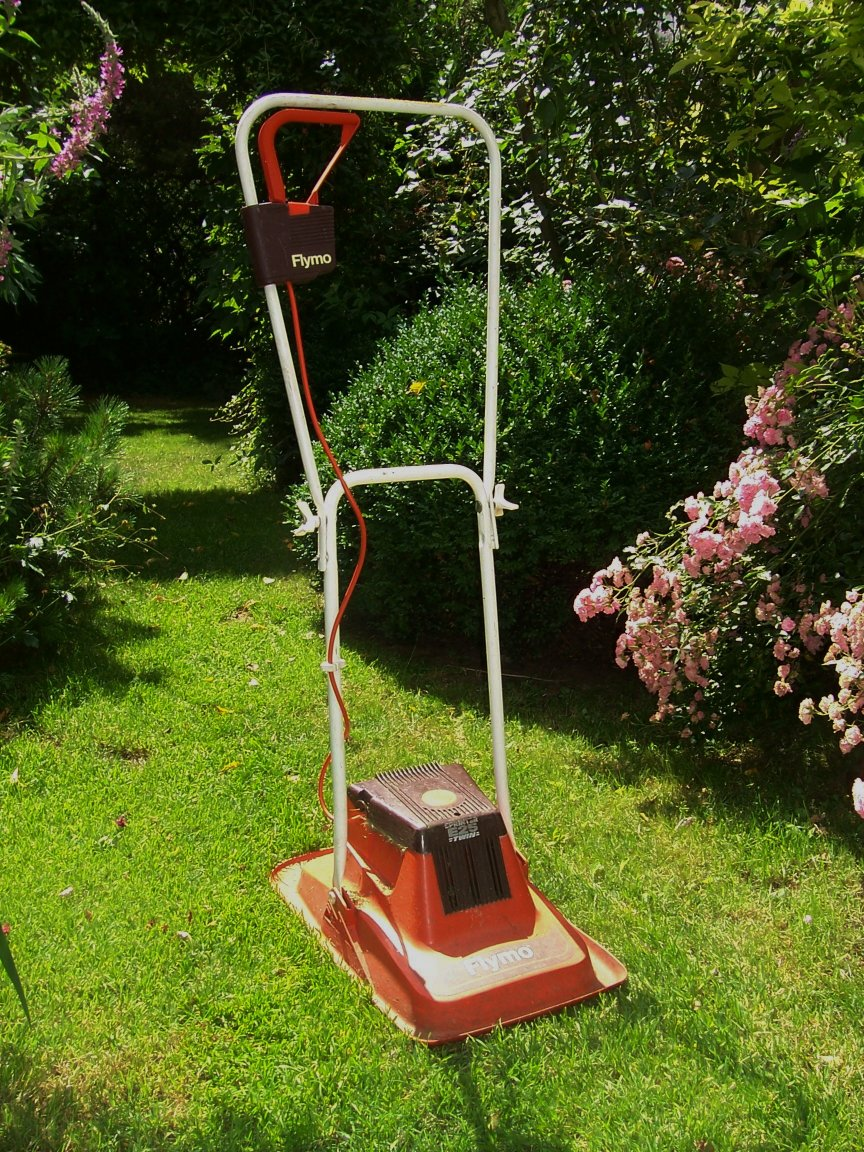
Luftkissenmäher

Luftkissenmäher stellen eine Untervariante der Sichelmäher dar. Sie unterscheiden sich in ihrem Aufbau von einem herkömmlichen handgeführten Sichelmäher mit Laufrädern dadurch, dass ein Gebläse einen Überdruck unter der Gehäuseglocke, in der der Messerbalken rotiert, erzeugt, und dadurch das Gehäuse in einem gewissen Abstand vom Boden abhebt. Dadurch schwebt der Mäher, ähnlich einem Luftkissenfahrzeug auf einem Luftpolster, und kann über den Führungsholm in alle Richtungen bewegt werden. Deswegen werden sie vor allem in geneigten und verwinkelten Arealen eingesetzt. Nachteilig bei diesem Prinzip ist der Umstand, dass durch den für das Schweben erforderlichen, eingeblasenen Luftstrom die Grashalme niedergedrückt statt aufgerichtet werden und dadurch die Schnittleistung begrenzt ist.

## Rasenmähroboter

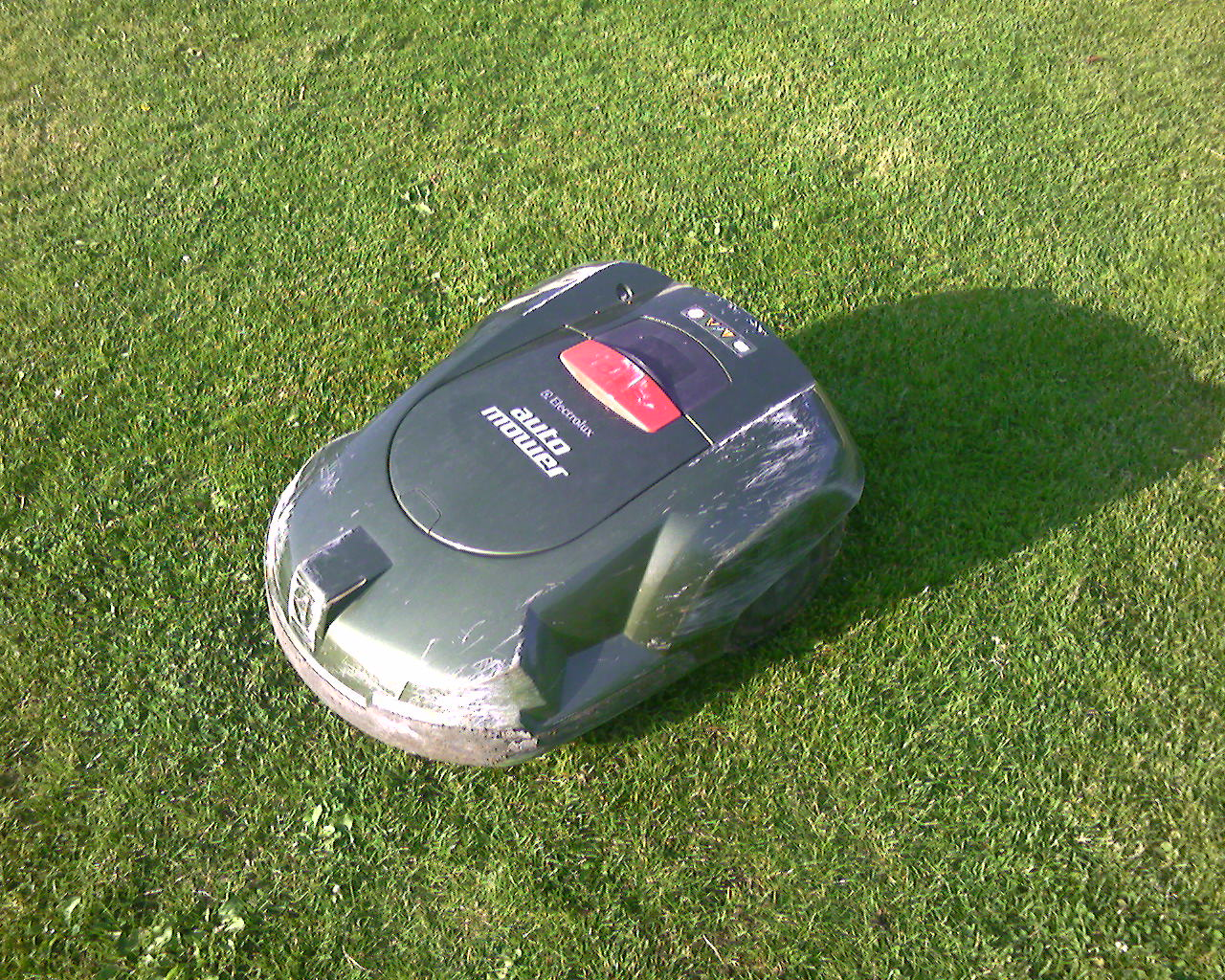
Mähroboter

Besonderen Komfort versprechen Mähroboter, die als Mulchmäher eine Fläche selbstständig ohne menschliche Führung mähen. Ihre Energie beziehen sie aus einem Akku, der von Solarzellen gespeist werden kann oder an einer Ladestation automatisch nachgeladen wird. Eingebaute Sensoren reagieren auf eventuell auftauchende Hindernisse. Die zu mähende Fläche wird meist durch ein eingegrabenes Stromkabel begrenzt, dessen Induktivität der Mäher erkennt.

## Aufsitzmäher und Rasentraktoren

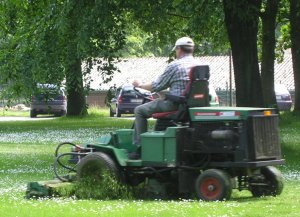
Rasentraktor (Spindelmäher)

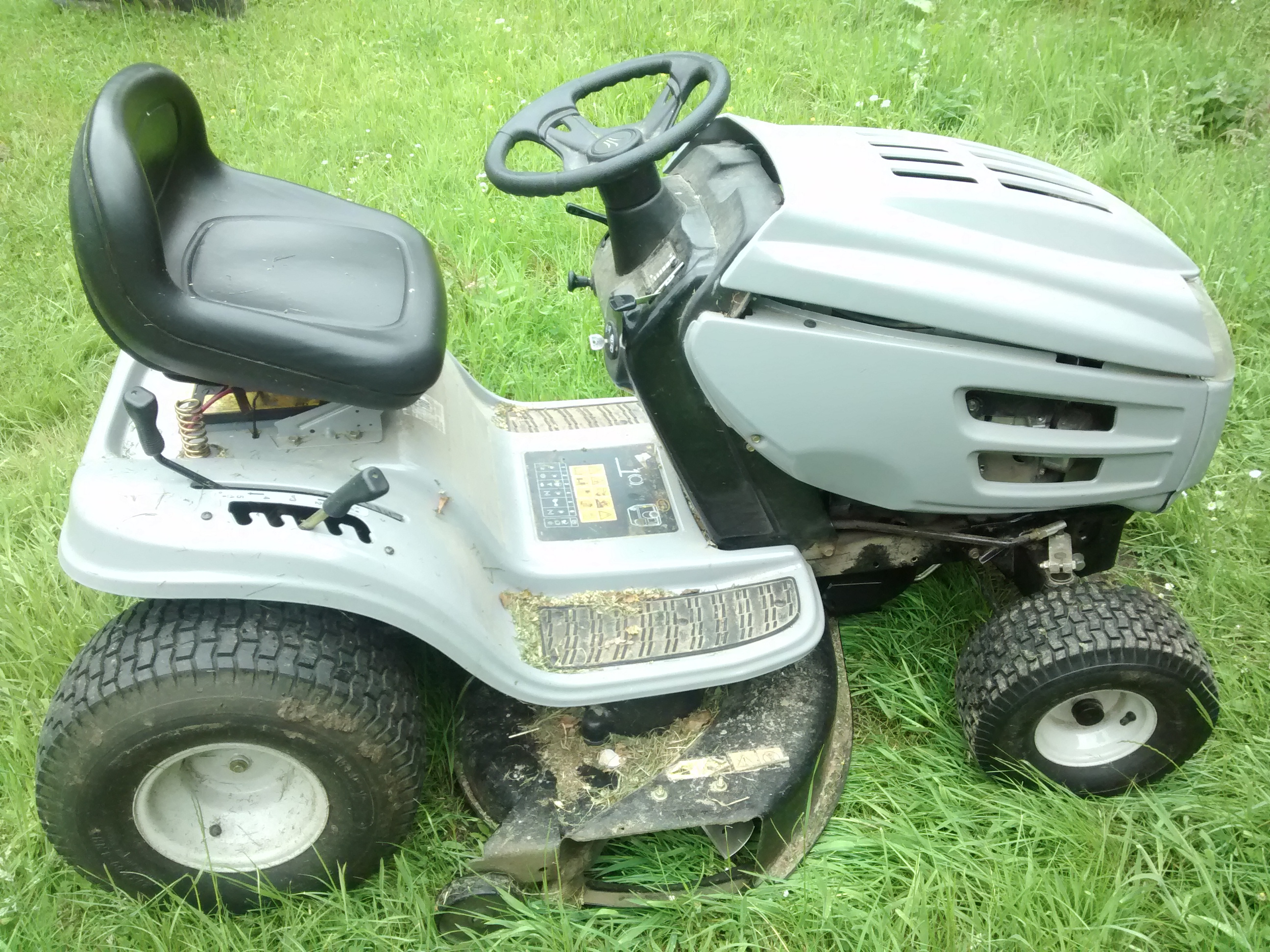
Rasentraktor (Sichelmäher)

Selbstfahrende Mäher mit Sitzgelegenheit heißen Aufsitzmäher (auch als „Reitermäher“ bekannt), aufwändigere Varianten Rasentraktor. Eine Sonderform des Aufsitzmähers ist der Nullwendekreismäher (Zero turn).
Bis zum Jahre 1980 galt die Regelung, dass Fahrzeuge mit einer maximalen Geschwindigkeit von 6 km/h zulassungs-, steuerfrei und ohne eine Fahrerlaubnis geführt werden durften. Dazu zählten auch Aufsitzmäher sowie Rasentraktoren. Mittlerweile wurde dieses Gesetz überholt. Daher dürfen diese Fahrzeuge nur noch mit einer gültigen Fahrerlaubnis bewegt werden. Hierfür sind die Führerscheinklassen L und T erforderlich, da es sich hierbei um das Führen von Land- und Forstwirtschaftsfahrzeugen handelt. Damit Aufsitzmäher auch kurzzeitig im Straßenverkehr bewegt werden dürfen, muss zudem die Straßenverkehrs-Zulassungs-Ordnung eingehalten und ein grünes Nummernschild beantragt und montiert werden.

## Weitere Unterscheidungskriterien
Nach Art des Antriebs werden Rasenmäher in folgende Kategorien eingeteilt:
- Handmäher, meist als Spindelmäher ausgeführt,
- Elektromäher (Netzkabel oder Akku),
- Benzinmäher mit Zwei- oder Viertakt-Ottomotor,
- Rasentraktoren mit Frontmotor wie bei einem Traktor,
- Aufsitzmäher mit dem Motor hinter dem Fahrer.

Benzin- und Elektromäher werden nochmals unterteilt in Geräte
- ohne Radantrieb,
- mit Radantrieb,
- mit Elektrostart (nur Benzinmäher).

Mulchmäher häckseln das Mähgut klein und lassen es als Mulch auf der Rasenfläche liegen, dort verrottet es und dient als Rasendünger und Nahrung für Bodenlebewesen. Der Zeitaufwand für die Schnittgut-Entsorgung entfällt.

## Rasenmäher und Umwelt

### Abgase
Die Umweltauswirkungen von benzinbetriebenen Rasenmähern sind immer wieder Diskussionsthema. Ihre relative Schadstoffbilanz ist deutlich schlechter als die eines Automotors: ein Rasenmäher mit Zweitaktmotor stößt pro verbrauchtem Liter Benzin ebenso viele Schadstoffe aus wie ein Auto der 1930er Jahre. Deswegen schlugen die deutschen Grünen im Sommer 2000 vor, das Benutzen von Benzinmähern bei Smoggefahr zu verbieten. 2011 wurden fast nur noch Rasenmäher mit Viertaktmotor verkauft. Ihr Lärmpegel ist etwas geringer als der von 2-Takt-Mähern; der Schadstoffausstoß ist hingegen deutlich verringert. Seit einigen Jahren werden auch Katalysator-Schalldämpfer verwendet. Zur Senkung der trotzdem noch hohen Kohlenwasserstoff-Emissionen von Viertaktern steht Alkylatbenzin (Gerätebenzin oder „Grünes Benzin“) zur Verfügung; allerdings ist dieses mit über 3 €/Liter (2009) mehr als doppelt so teuer wie Normalbenzin. Axel Friedrich, Leiter der Verkehrsabteilung des Umweltbundesamtes, erklärte 2001: „Wir schätzen, dass an einem sonnigen Wochenendtag die Geräte mit zehn bis 15 Prozent zur Ozonbelastung beitragen.“

### Lärmemission
Am 29. August 2002 trat in Deutschland die Geräte- und Maschinenlärmschutzverordnung in Kraft, die auf die europäische Richtlinie 2000/14/EG vom 8. Mai 2000 zurückgeht.
Sie gilt für alle lärmintensiven Gartengeräte wie Rasenmäher, Rasentrimmer, Freischneider, Grastrimmer, Graskantenschneider, Heckenscheren, Kettensägen, Laubsauger, Laubbläser, Laubsammler und Hochdruckreiniger sowie für Baugeräte. Als umweltfreundlich angesehene Rasenmäher erzeugen maximal 88 Dezibel, benzinbetriebene Rasentrimmer erreichen de facto meist 90 bis 95 Dezibel.
In Wohngebieten, Kleinsiedlungsgebieten, Kur- und Klinikgebieten und Gebiete zur Fremdenbeherbergung dürfen viele dieser Geräte, darunter Rasenmäher jeder Art – also auch motorlose – seitdem an Werktagen, also von Montag bis Samstag von 20:00 Uhr bis 07:00 Uhr und an Sonn- und Feiertagen nicht betrieben werden.
Für Freischneider, Grastrimmer, Graskantenschneider, Heckenscheren, Kettensägen, Laubsauger, Laubbläser, Laubsammler gelten noch längere Betriebsverbotszeiten. Diese Geräte dürfen zusätzlich zur Verbotszeit von 20:00 Uhr bis 07:00 Uhr an Werktagen auch in der Zeit von 07:00 Uhr bis 09:00 Uhr, von 13:00 Uhr bis 15:00 Uhr und von 17:00 bis 20:00 Uhr nicht betrieben werden. An Sonn- und Feiertagen dürfen sie nicht eingeschaltet werden. Eine Zuwiderhandlung kann als Ordnungswidrigkeit nach § 62 BImSchG mit einer Geldbuße bis zu 50.000 Euro geahndet werden.
Bundesfernstraßen und Schienenwege von Eisenbahnen des Bundes die durch Wohngebiete verlaufen, sind von der Einschränkung ausgenommen.
Zu beachten ist jedoch, dass seit der neuen Verordnung Bundesländer oder Gemeinden die Bestimmungen modifizieren dürfen. Demnach können zum Beispiel weitere festgelegte Verbotszeiten zur Mittagszeit vorgeschrieben werden. Es ist empfehlenswert, sich bei der jeweiligen Kommune genauer über die Regelungen zu informieren.

### CO2-Bilanz
Nach einer US-amerikanischen Studie aus dem Jahre 2010 wird das Vermögen einer intensiv gepflegten Rasenfläche (Stadtpark), Kohlendioxid zu binden, vom Treibhauspotential der Pflegemaßnahmen um ein Mehrfaches übertroffen.

## Unfallgefahr
In Deutschland kommt es pro Jahr zu 7.000 Unfällen mit Rasenmähern. Die häufigsten Ursachen sind Mähen durch Kinder, Überfahren von ungeschützten Zehen, das händische Freimachen von Grasauswurföffnungen, weggeschleuderte Steine und Messerteile und das Lösen von blockierten Messern bei eingeschalteten Elektromähern, die bei der Beseitigung der Blockade sofort wieder auf die maximale Drehzahl anlaufen und die in der Nähe befindlichen Körperteile abtrennen.
Solche Verletzungen führen häufig zu Amputationen. Moderne Geräte verfügen über einen gesetzlich vorgeschriebenen Messerstopp in Form einer Totmanneinrichtung, der, sobald ein Bügel am Führungsholm nicht mehr an diesen gedrückt wird, den Antrieb abschaltet und die Messer auslaufen lässt, was die Unfallgefahr verringert, aber nicht beseitigt. Aufsitzmäher und Kleintraktoren verfügen über eine ähnliche Sicherheitsschaltung, welche die Maschine abstellt, wenn der Fahrersitz entlastet wird, außer bei getretener Bremse und abgestelltem Messerantrieb (Sitzschalter).
Auch Mähroboter wurden durch die Stiftung Warentest hinsichtlich Sicherheit als mangelhaft eingestuft, Gliedmaßen wie Kinderfüße oder flach ausgestreckte Hände wurden nicht erkannt. Allerdings gehen diese Unfälle aufgrund von geringerer Leistung und Drehmoment meist glimpflicher aus. Auch Kleintiere sind gefährdet, insbesondere wenn die Geräte in der Dämmerung oder nachts verwendet werden.

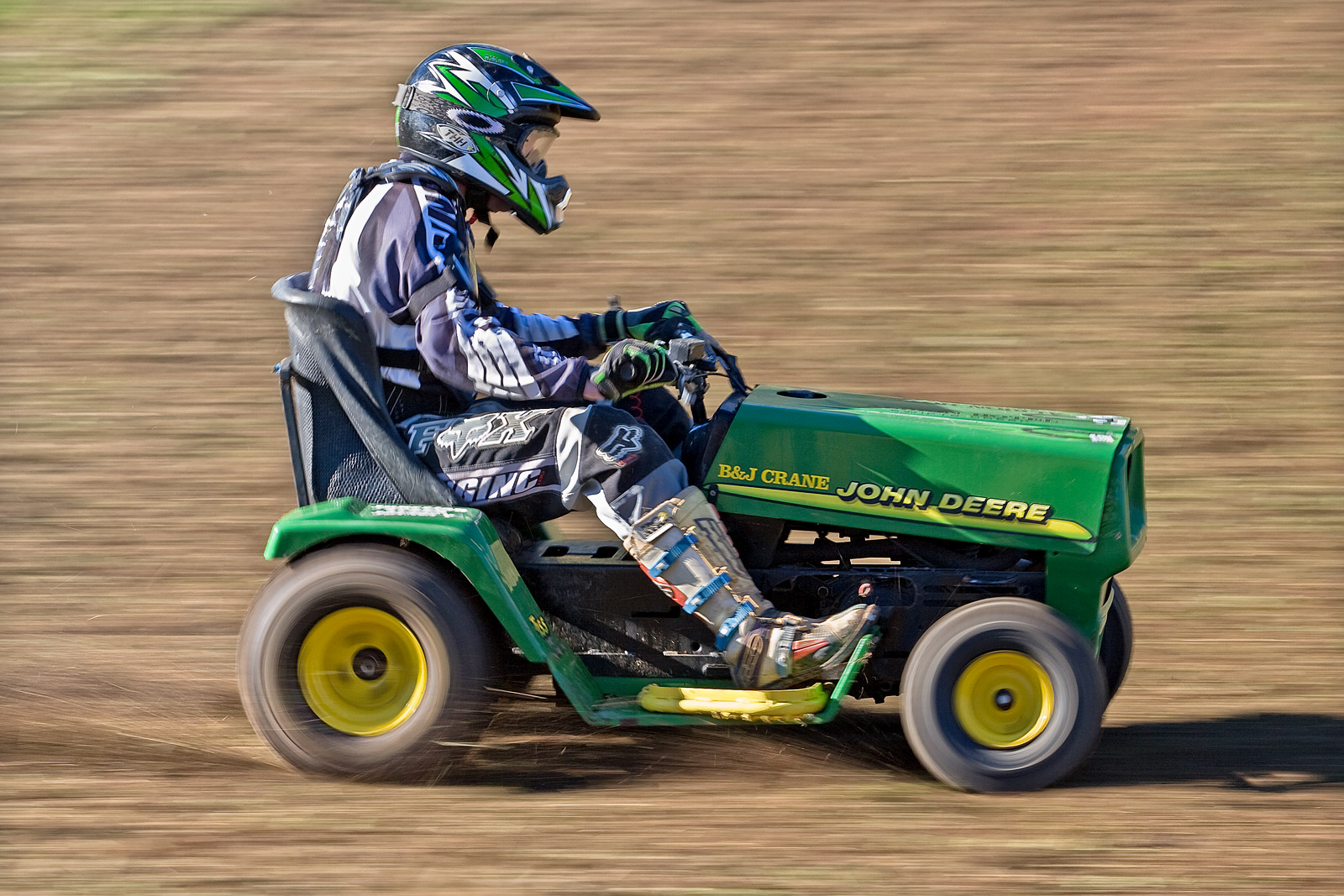
Rennrasenmäher in Aktion

Neben der Unfallgefähr sind Emissionen, Lärm und Bewegung auch eine Belästigung für Haustiere: Hunde, Katzen und Kleintiere haben häufig Angst vor Rasenmähern. Wenn Hunde aus Angst einen Mähroboter anbellen oder angreifen, kann es ebenfalls zu tödlichen Unfällen kommen, wenn der Mähroboter umkippt, und der Messerbereich offen liegt, da der Hund den Rasenmäher aufgrund seiner Größe für ungefährlich hält.

## Rasenmäher im Motorsport
Eine neuartige Motorsportdisziplin sind Rasenmäherrennen, bei denen Aufsitzmäher mit starken Motoren ausgerüstet und zu Rennen eingesetzt werden. Das britische BLMRA 12 Hour ist ein Langstreckenrennen für Rennrasenmäher.

## Musikalische Rezeption
In Liedern werden verschiedene Perspektiven eingenommen:
- Hans Söllner: Der Rasenmäher (1982)[25]
- Peach Weber: Raase mähe (2002)
- Reinhard Mey: Irgendein Depp mäht irgendwo immer (2003)[26][27]
- Troglauer Buam: Rasenmäher (2012), Rasenmäher (Reggae Mix) (2017)[28]
- Ulli Schwinge: Rasenmähen (2019)[29]